# Montferrand-du-Périgord
Montferrand-du-Périgord ist eine französische Gemeinde mit 155 Einwohnern (Stand 1. Januar 2022) im Département Dordogne in der Region Nouvelle-Aquitaine (vor 2016: Aquitanien). Sie gehört zum Arrondissement Bergerac und zum Kanton Lalinde.
Der Name lautet in der okzitanischen Sprache Mont Ferrand de Perigòrd . Über seine Herkunft gibt es verschiedene Erklärungen. Er könnte „Berg des Ferrandus“, bedeuten, einer Person germanischen Ursprungs. Der Name könnte vom Namen der Familie Ferrenc (deutsch Mann, hart wie Eisen) stammen, oder er könnte sich von der germanischen Wurzel ferh (deutsch Leben) ableiten.
Die Einwohner werden Montferrandais und Montferrandaises genannt.

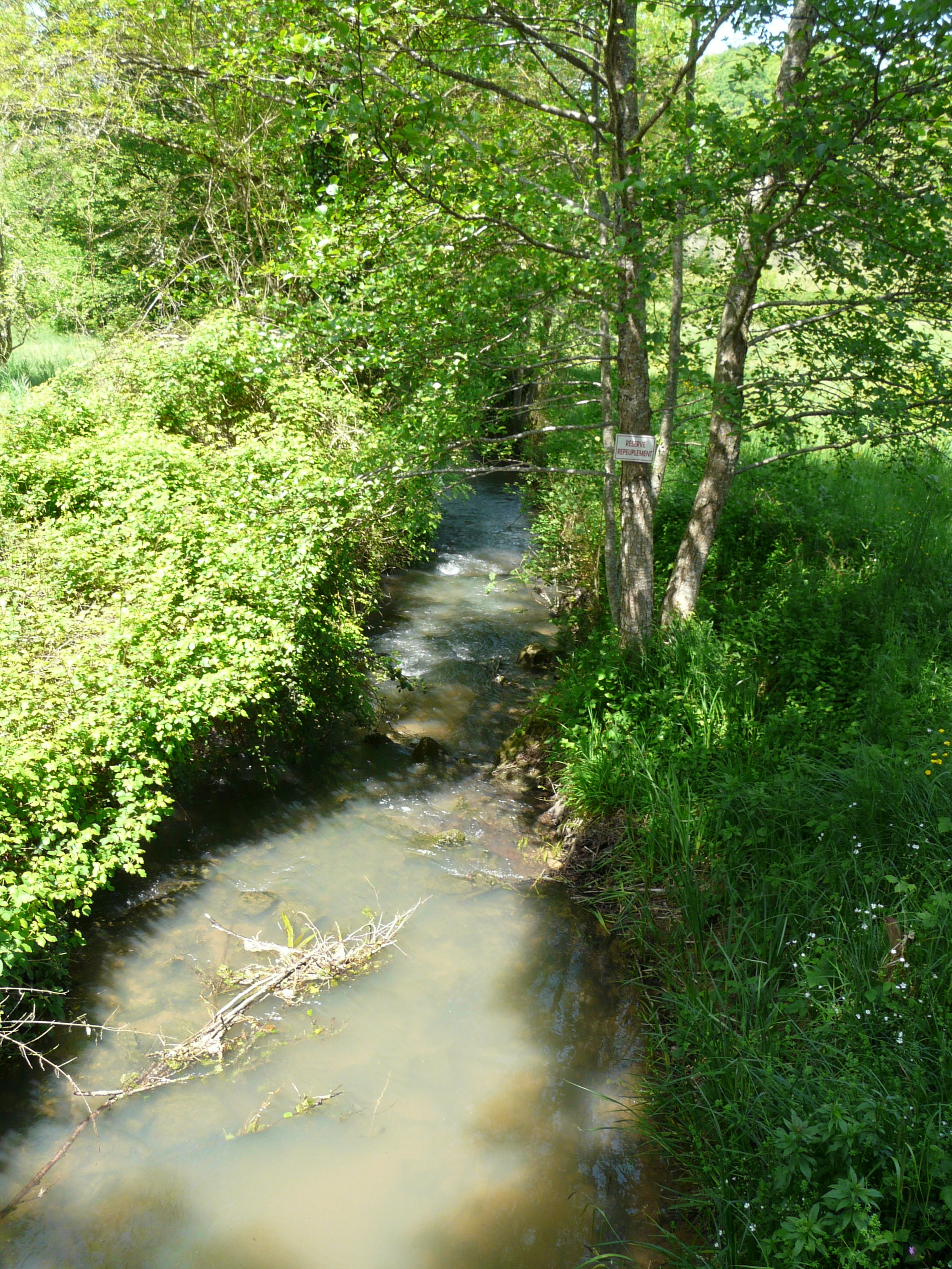
Die Couze bei Montferrand

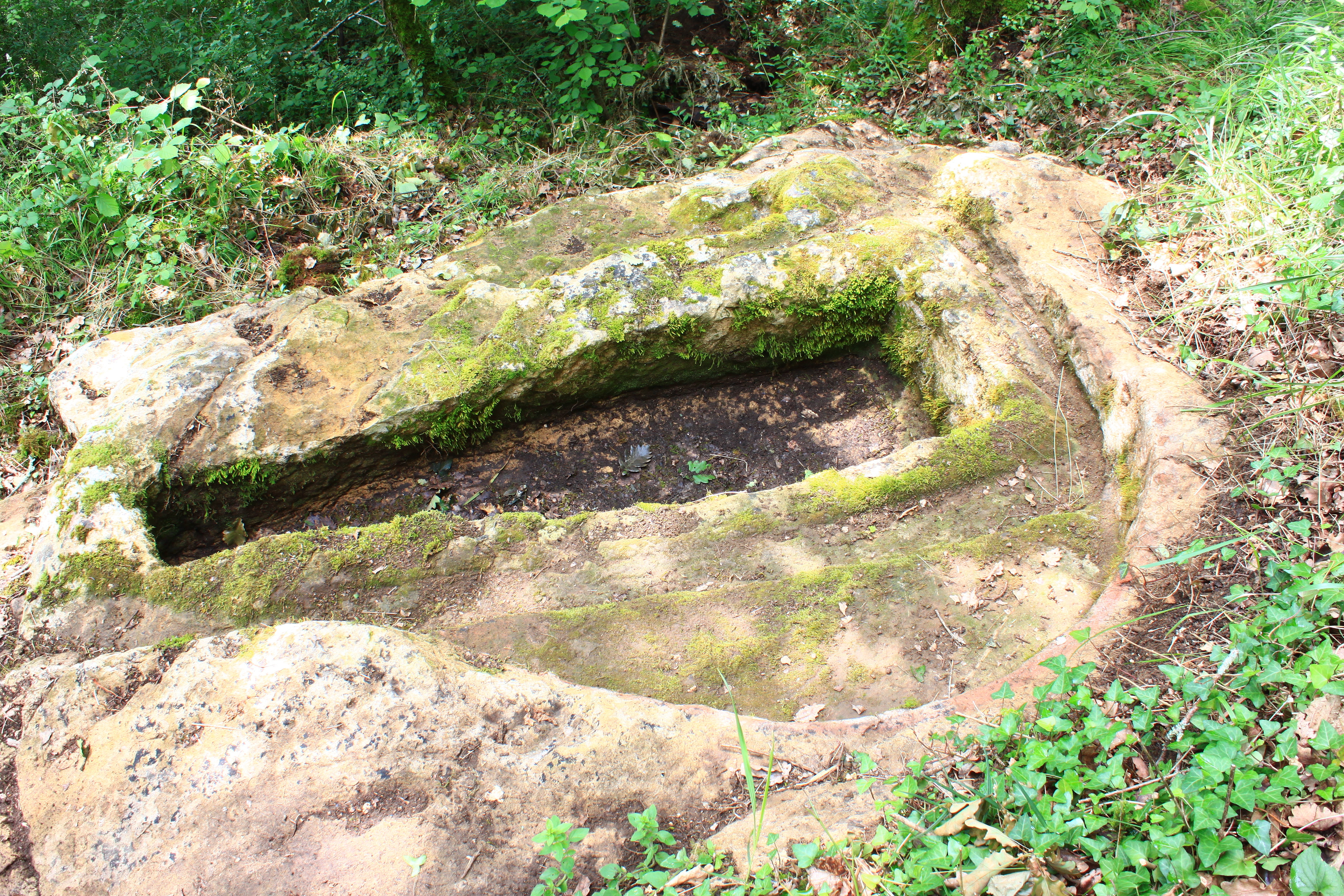
Merowingische Grabstätte

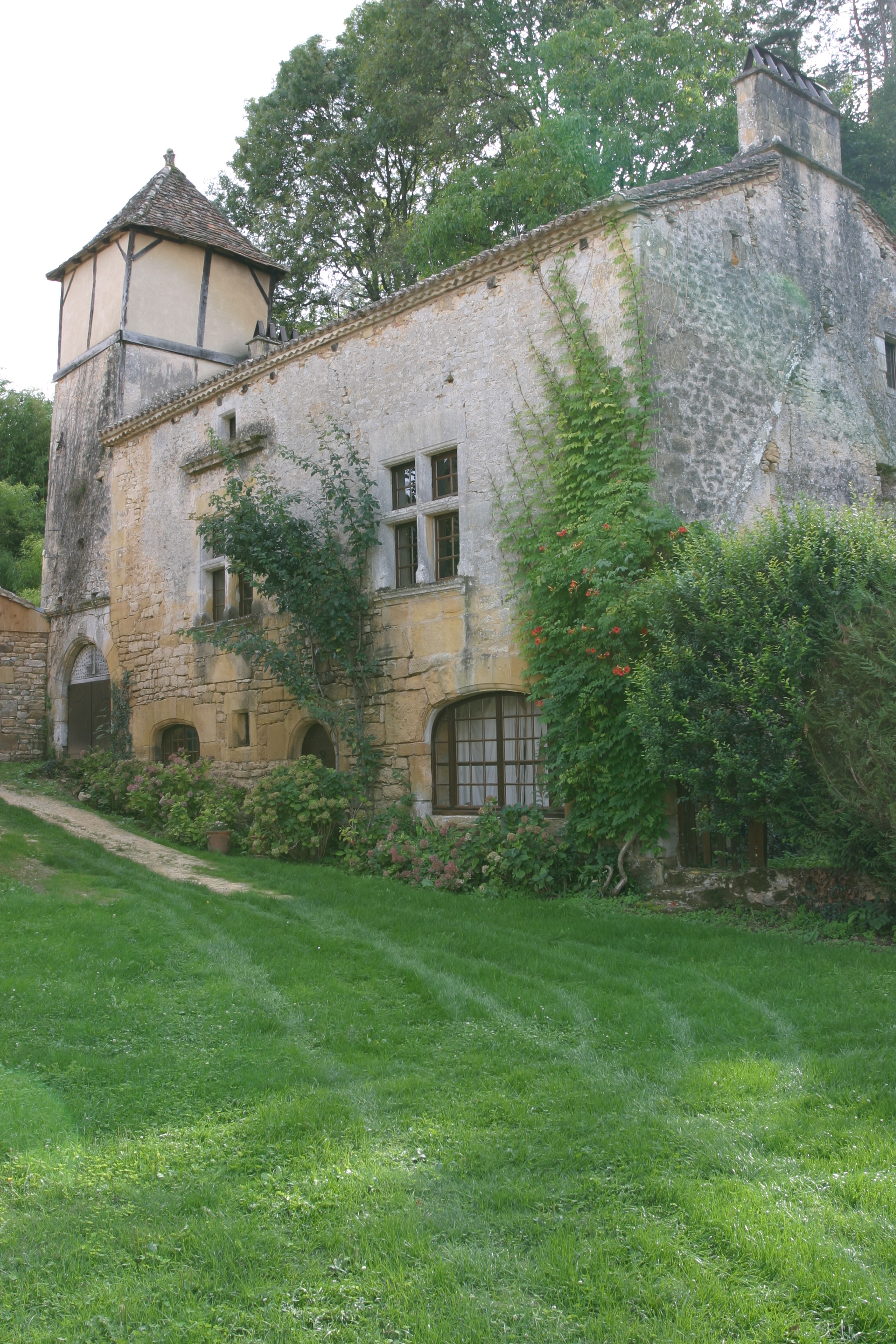
Haus in Montferrand aus der Zeit der Renaissance

## Geographie
Montferrand-du-Périgord liegt ca. 35 km südöstlich von Bergerac im Gebiet Bergeracois der historischen Provinz Périgord.
Umgeben wird Montferrand-du-Périgord von den Nachbargemeinden:
| Saint-Avit-Sénieur | Le Buisson-de-Cadouin                       |                    |
|                    | Kompassrose, die auf Nachbargemeinden zeigt | Bouillac           |
| Sainte-Croix       | Saint-Romain-de-Monpazier                   | Saint-Avit-Rivière |

Montferrand-du-Périgord liegt im Einzugsgebiet des Flusses Dordogne.
Die Couze, einer seiner Nebenflüsse, durchquert das Gebiet der Gemeinde. Ebenso wird Montferrand-du-Périgord bewässert durch ihre Zuflüsse,
- dem Ségurel und seinem Nebenfluss,
  - der Salvetat, und
- dem Ruisseau de Tournier.[4]

## Geschichte
An verschiedenen Fundstellen auf dem Gebiet der Gemeinde sind Werkzeuge aus
urgeschichtlicher Zeit zutage getreten, die eine Besiedelung des Landstrichs seit dieser Epoche belegen. Drei Sarkophage aus der merowingischen Zeit sind in einem Weiler und einem Steinbruch entdeckt worden. Die Familie der Seigneurs von Montferrand teilt sich in zwei Zweige. Der ältere ging 1163 hervor aus der Heirat von Berthe, Dame aus Montferrand und Tochter des Erbauers der Burg, mit Vital de Gontaut. Das Haus Gontaut hatte seit dem Jahr 1100 einen beachtlichen gesellschaftlichen Rang im Herzogtum Gascogne inne. Aus dem anderen Familienzweig, dem Gontaut-Birons, kamen die Seigneurs von Montferrand bis zur Französischen Revolution hervor. Im 13. Jahrhundert unterstand Montferrand der Gerichtsbarkeit von Beaumont, im 14. Jahrhundert der Kastellanei von Beaumont. Der letzte Seigneur, Charles-Antoine, verschwand 1798, und seine Güter wurden aufgeteilt. Antoine de Grammont, der zwölfte in der Nachfolge, erhielt 1805 die Burg mit seinen Nebengebäuden. Zu Beginn der Revolution wurde die Gemeinde im Jahre 1790 Hauptort eines neu gegründeten Kantons, das die Gemeinden Bouillac, Rampieux, Lolme, Sainte-Croix und Saint-Marcory umfasste. Aber bereits 1801 wurde der Kanton aufgelöst, und Montferrand wurde dem Kanton Beaumont-du-Périgord zugeschlagen. Im Jahre 1894 änderte die Gemeinde ihren Namen in Montferrand-du-Périgord.

### Toponymie
Toponyme und Erwähnungen von Montferrand-du-Périgord waren:
- Castrum de Monte Ferrando (1272, Gewohnheitsrecht der Kastellanei von Beaumont),
- Monferrand (1750, Karte von Cassini),
- Montferrand (1793, Notice Communale),
- Monferrand (1801, Bulletin des Lois),
- Montferrand (1873, Dictionnaire topographique du département de la Dordogne),
- Montferrand-du-Périgord (1894).[5][7][6]

### Einwohnerentwicklung
Nach Beginn der Aufzeichnungen stieg die Einwohnerzahl zu Beginn des 19. Jahrhunderts auf einen Höchststand von rund 785. In der Folgezeit konnte die Größe der Gemeinde bis zur Mitte des gleichen Jahrhunderts approximativ auf ein Niveau von über 700 Einwohnern gehalten werden. Anschließend setzte eine Phase der Stagnation ein, die heute noch anhält.
| Jahr      | 1962 | 1968 | 1975 | 1982 | 1990 | 1999 | 2006 | 2010 | 2022 |
| --------- | ---- | ---- | ---- | ---- | ---- | ---- | ---- | ---- | ---- |
| Einwohner | 232  | 236  | 211  | 185  | 197  | 180  | 172  | 177  | 155  |

## Sehenswürdigkeiten
Die Gemeinde weist 25 Bauwerke auf, die als nationale Kulturgüter gelistet sind. Von diesen sind vier als Monument historique eingeschrieben. 

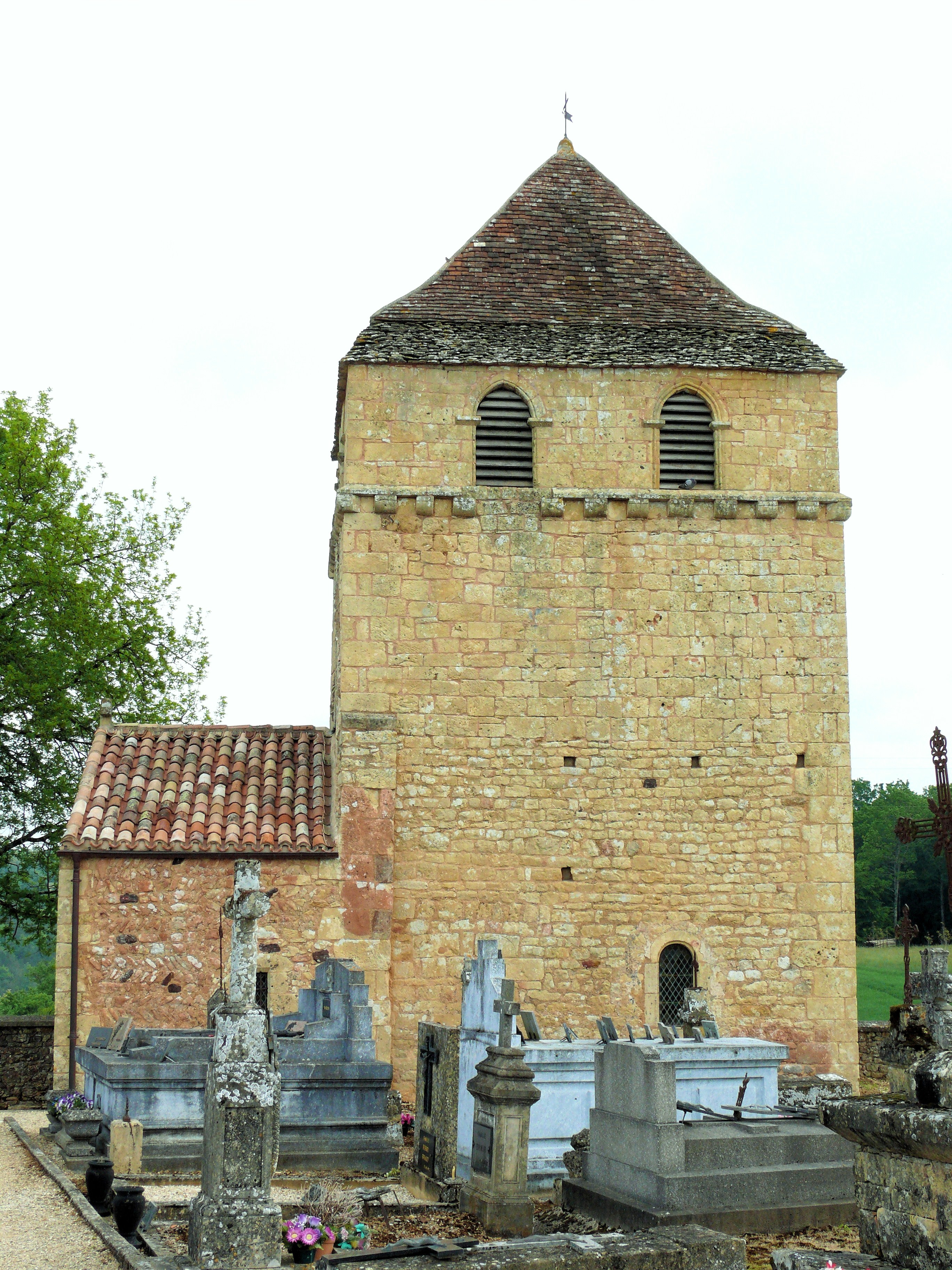
Kirche Saint-Christophe

### Kirche Saint-Christophe

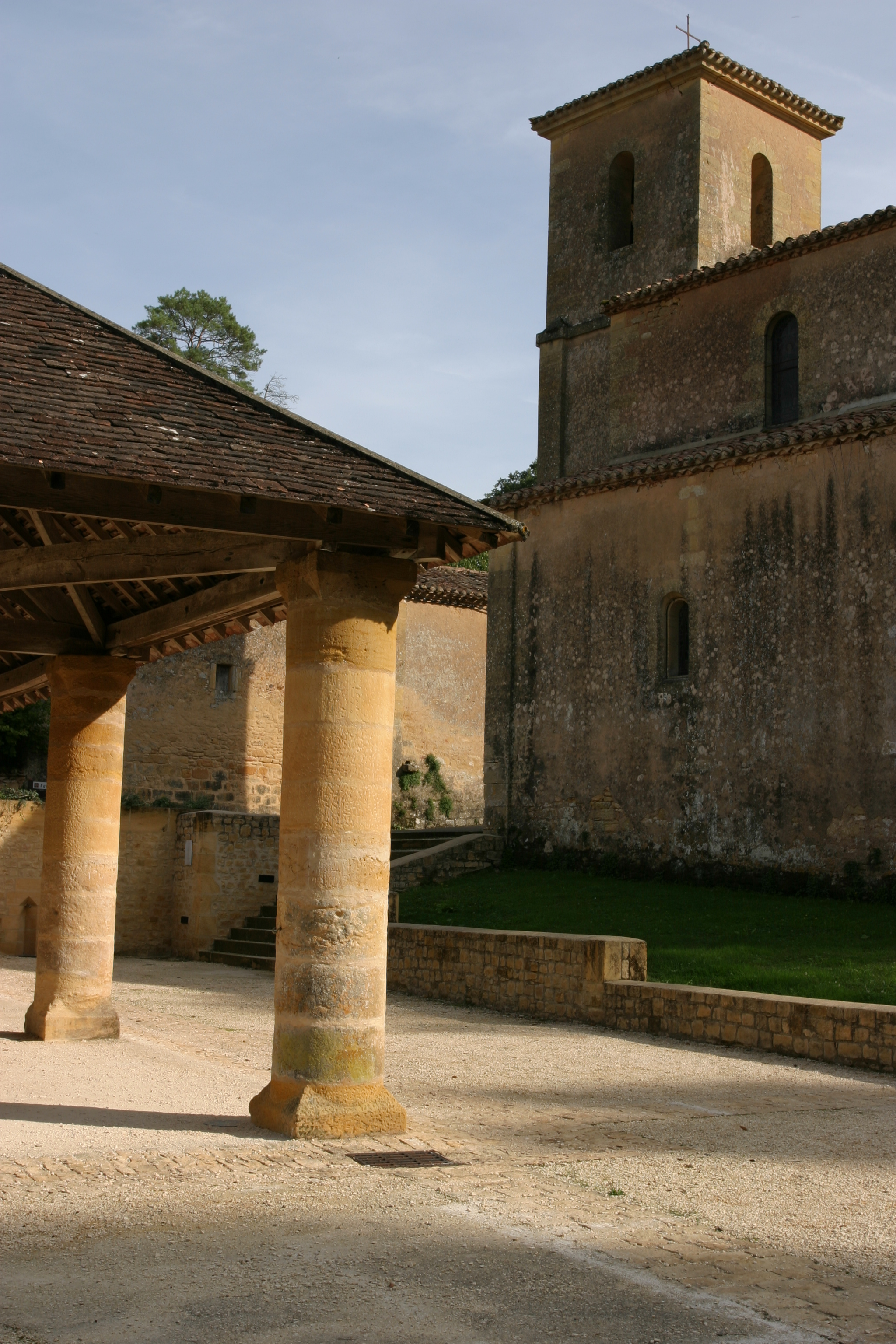
Pfarrkirche Saint-Christophe hinter der Markthalle

Die romanische, dem heiligen Christophorus geweihte Kirche wurde am Ende des 11. Jahrhunderts erbaut. Sie befindet sich ca. 800 m südwestlich des Zentrums der Gemeinde. Die Kirche ist seit dem 12. Juli 2001 als Monument historique eingeschrieben.

### Pfarrkirche Saint-Christophe
Sie wurde 1849 im Zentrum der Gemeinde errichtet und löste die mittelalterliche Kirche als Pfarrkirche ab. Vielleicht als Folge eines Streits der Anlieger des zentralen Platzes ist die Kirche nach Westen orientiert, was nicht ungewöhnlich für sakrale Bauten in jener Epoche ist. Zahlreiche Ausstattungsgegenstände aus dem 19. und 20. Jahrhundert sind als nationale Kulturgüter registriert. Darunter zählen zwölf Glasfenster, Werke des Glasmalers Antoine Bernard aus Grenoble, aus den Jahren 1919 bis 1925.

### Burg

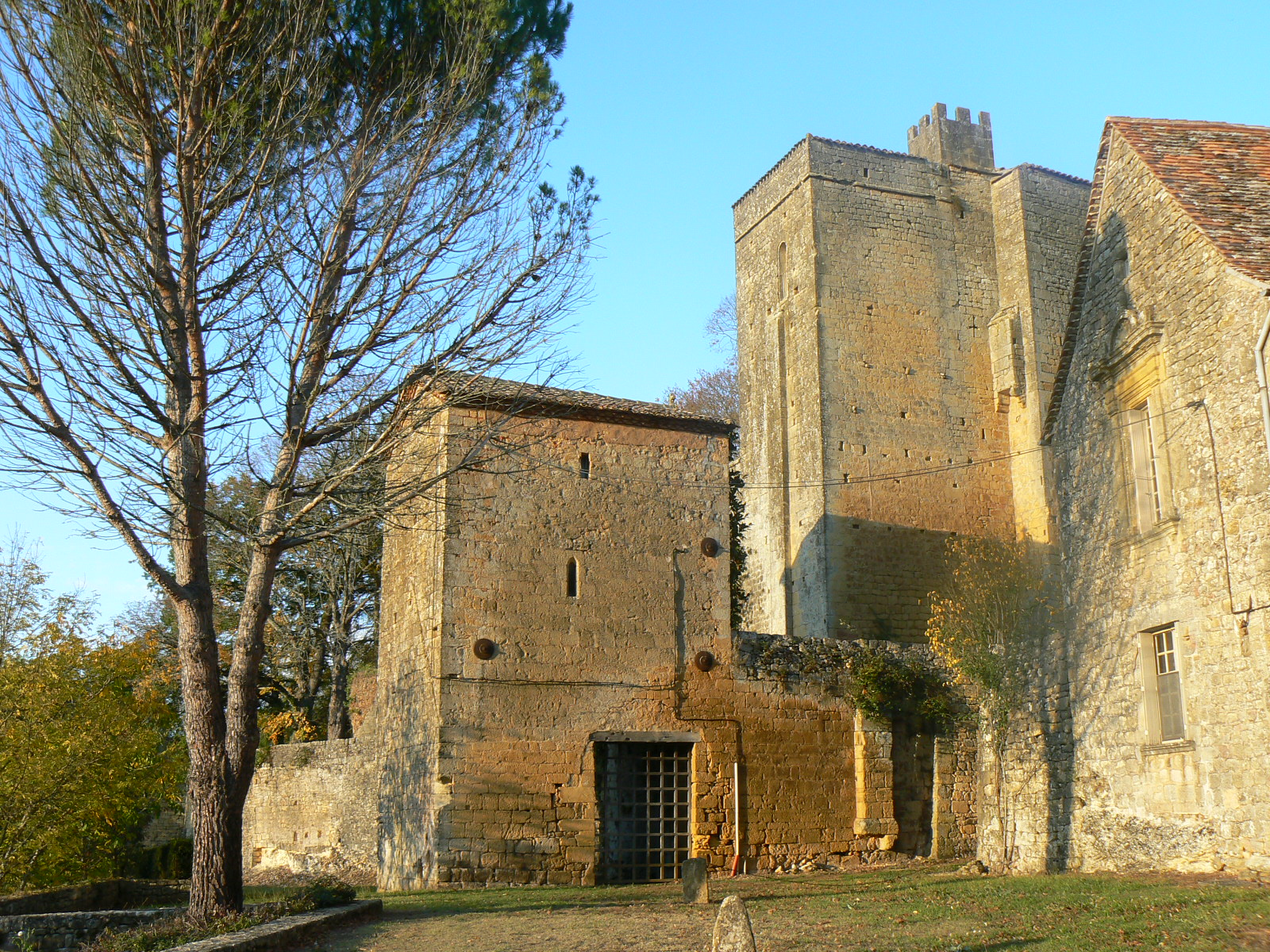
Burg von Montferrand-du-Périgord

Bergfried und Burgmauer stammen aus dem 12. Jahrhundert, als der Adelssitz zur Bastide von Beaumont gehörte. Kapelle und Gemeinschaftsgebäude wurden im 16. und 17. Jahrhundert errichtet. Die Burg bestand zwei Ringmauern, die durch einen Burggraben getrennt waren. Kurtinen verbanden runde Türme. Im Laufe des 19. Jahrhunderts erwarb Pfarrer Treille die Burg und ließ die Befestigungen abtragen. 1922 gelangte sie in die Hände der Familie der Nachkommen von David de Faubournet aus Montferrand. Der viereckige Bergfried ist heute einer der ältesten erhaltenen Türme des Périgord. Seine Westseite ist in der Mitte mit einem Strebepfeiler verziert, anhand dessen seine Datierung bestimmt werden kann. Ein zweiter, geräumigere Turm in der Verlängerung des Bergfrieds gelegen und einige Schritte von ihm entfernt, diente als Wohntrakt. Dieser Bereich war mithilfe einer einziehbaren Brücke auf großer Höhe erreichbar. Die Burg ist seit dem 29. November 2013 als Monument historique eingeschrieben. Sie befindet sich in Privatbesitz und ist der Öffentlichkeit nicht zugänglich.

### Schloss Regagnac

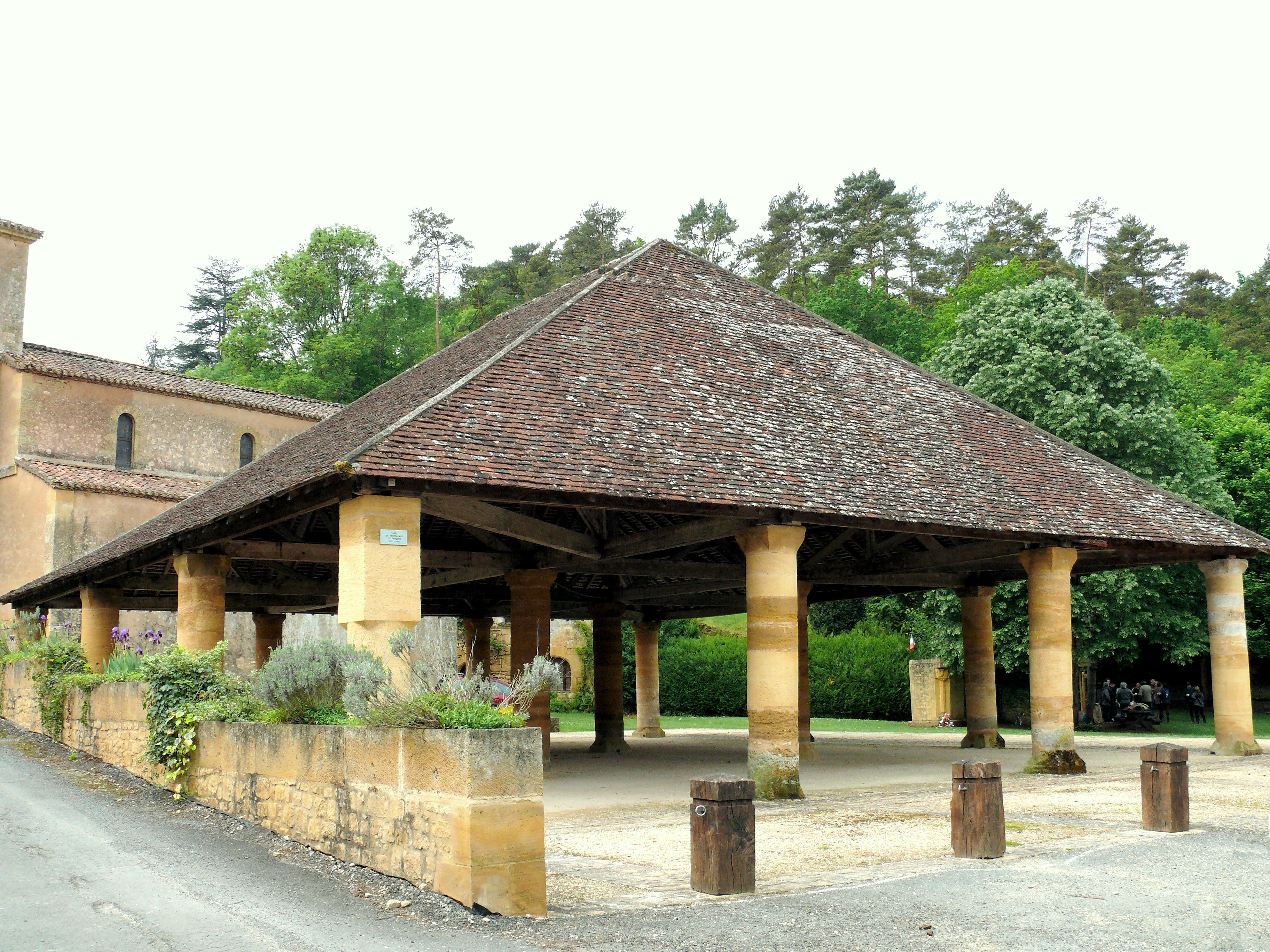
Markthalle

Es befindet sich im gleichnamigen Weiler im nordöstlichen Teil des Gemeindegebiets. Das älteste Dokument, das das Schloss erwähnt, datiert aus dem Jahre 1597 und belegt, dass es sich im Besitz von Anne du Peyret, Witwe von Charles de Foucault, dem Seigneur von Regagnac, befand. Gegen 1645 ging es in die Hände von Izac de Rouby über. Als Anne Rouby Jean Vaquier heiratete, brachte sie das Schloss in den Besitz der Familie Vaquier, Kaufleute aus dem Weiler Boulègue. Einer örtlichen Überlieferung nach wurden beim Bau des Schlosses Materialien von einem früheren Bauwerks verwendet, das sich einige hundert Meter weiter nördlich befand. Die südlich des Innenhofs gelegenen Gebäude sind im 19. und im 20. Jahrhundert umgestaltet oder neu errichtet worden. Die l-förmig angeordneten Trakte des Wohngebäudes nördlich des Innenhofs stammen aus dem 16. bzw. 17. Jahrhundert. Nach der Französischen Revolution gehörte das Schloss der Familie Wacquier, in der zweiten Hälfte des 19. Jahrhunderts den Familien Davoust und de Boysson. Heute werden Gästezimmer im Schloss angeboten.

### Markthalle
Die heutige Markthalle wurde zwischen 1911 und 1914 auf dem Platz vor der Kirche neu erbaut. Sechzehn runde Pfeiler aus Werksteinen gebaut tragen die Deckenkonstruktion, die von Flachziegeln gedeckt ist. Die Kapitelle datieren vermutlich aus dem 18. Jahrhundert. Der erste Pfeiler links in Richtung Kirche hat eine abgeflachte Spitze. Er diente einst als Pranger, wobei das Urteil auf dem flachen Teil angeschlagen war. Das Gebäude misst 12 m × 12 m und ist eine der größten Markthallen des Périgords. Es ist seit dem 5. Januar 1948 als Monument historique eingeschrieben.

## Wirtschaft und Infrastruktur

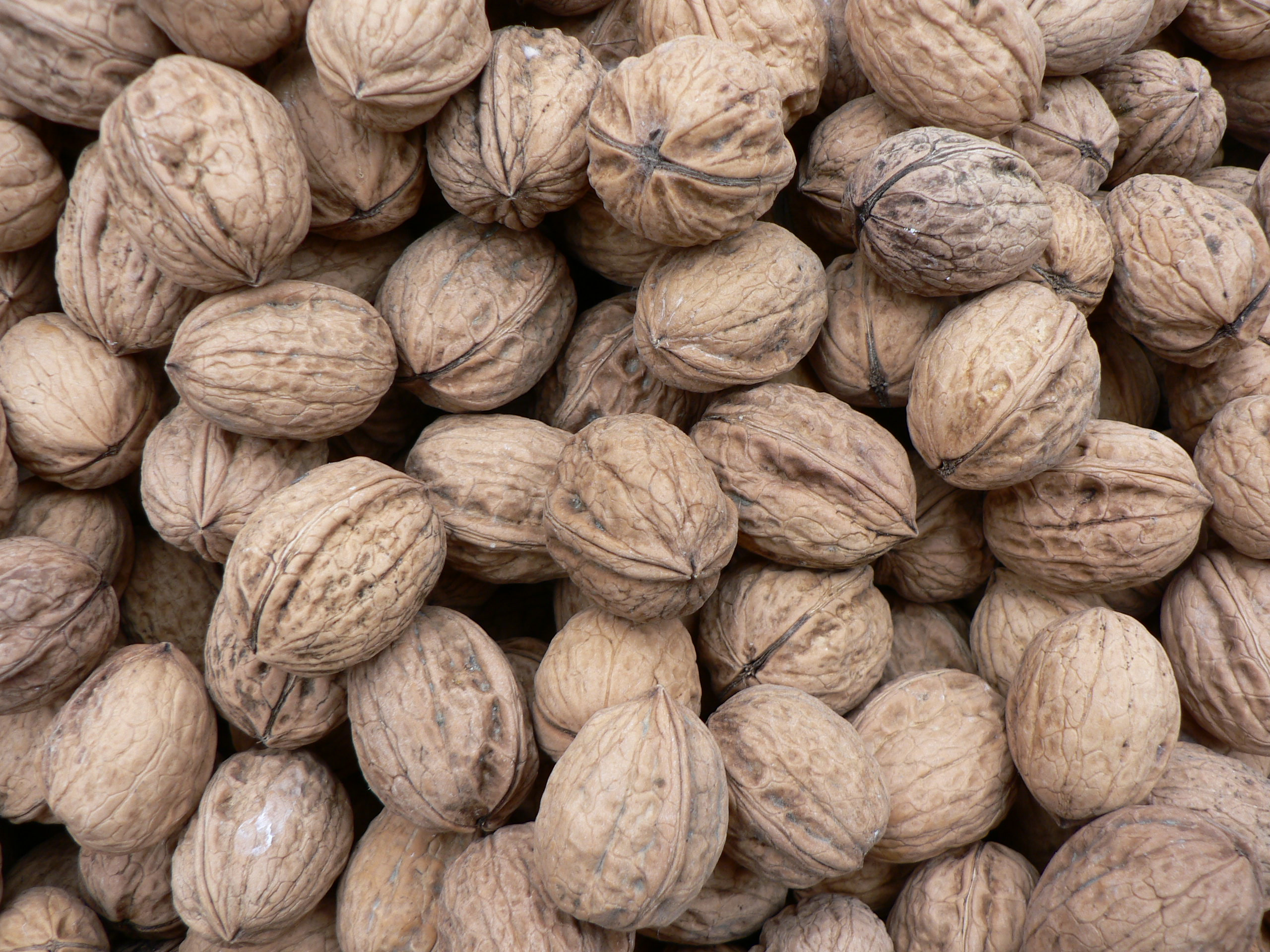
Walnüsse

Die Wirtschaft der Gemeinde basiert auf dem Tourismus, dem Ackerbau und der Forstwirtschaft sowie auf dem Handwerk und dem Handel.
Montferrand-du-Périgord liegt in den Zonen AOC der Noix du Périgord, der Walnüsse des Périgord, und des Nussöls des Périgord.

### Bildung
Die Gemeinde verfügt über eine öffentliche Vor- und Grundschule mit 20 Schülerinnen und Schülern im Schuljahr 2018/2019.

### Sport und Freizeit
Der GR 36, ein Fernwanderweg von Ouistreham in der Normandie nach Bourg-Madame in den östlichen Pyrenäen, führt auch durch das Zentrum der Gemeinde.

### Verkehr
Die Route départementale 2 durchquert das Gebiet der Gemeinde von Nord nach Süd und verbindet Montferrand mit der Nachbargemeinde Le Buisson-de-Cadouin auf der Verkehrsachse Bergerac–Sarlat-la-Canéda im Norden und mit Monpazier im Süden.
Die Route départementale 26 durchquert das Gebiet der Gemeinde von West nach Ost und verbindet Montferrand mit der Route départementale 660, die ehemalige Route nationale 660, im Westen, im Osten mit der Nachbargemeinde Bouillac.

## Persönlichkeiten
Charles Lenormand, geboren am 2. Oktober 1833 in Paris, gestorben 1904, war Architekt und Fotograf. Seine letzte Ruhestätte fand er auf dem Friedhof von Montferrand. Er entwarf unter anderem die Basilika Mariä Himmelfahrt in Nizza und die Kathedrale Notre-Dame-Immaculée in Monaco-Ville. In Montferrand-du-Périgord errichtete er sein Domizil auf dem Grundstück eines ehemaligen Bauernhofs auf der Hochfläche auf der vom Zentrum gegenüberliegenden Seite der Couze. 1921 zog Simone de Saint-Exupéry, Kriegerwitwe und Schwester von Antoine de Saint-Exupéry, in das Haus mit ihren beiden Töchtern ein. Sie nannten es Castelnoël („neues Schloss“), ein Name, der in der Familie blieb, in deren Besitz es sich auch heute noch befindet.